# Gianmario Roveraro
Gianmario Roveraro (Albenga, 24 maggio 1936 – Parma, 5 luglio 2006) è stato un altista e banchiere italiano, fondatore della Akros Finanziaria e divenuto negli anni ottanta uno dei protagonisti assoluti della finanza introducendo i primi fondi comuni di investimento e dando vita ad un modello di capitalismo diffuso.

## Biografia
Nato in una famiglia di agricoltori, da giovane fu un brillante sportivo. Fu campione nazionale di salto in alto per tre volte (1954, 1955, 1956), migliorando per tre volte il record italiano di specialità, primo italiano sopra i 2 m (utilizzando lo stile di George Horine saltò 2,01; la misura non fu omologata poiché aveva utilizzato la scarpetta speciale di Stepanov), partecipò ai XVI giochi olimpici estivi del 1956 a Melbourne, dove si piazzò 23º.
Dopo la laurea in economia e commercio a Genova con una tesi sui fondi comuni d'investimento, strumenti finanziari ancora quasi sconosciuti in Italia, iniziò la carriera finanziaria a Milano nel 1961 prima alla Centrale come gestore alla Invest, quindi dall'agente di cambio Isidoro Albertini, uno dei principali della Borsa italiana, infine alla Sade, una finanziaria della Montedison. Nel 1974 passò nella Sige del gruppo IMI, trasformandola in una investment bank di tipo americano (sul tipo della Warburg), introducendo nel mondo finanziario italiano strumenti innovativi come i Fondi di investimento (i primi furono di diritto lussemburghese) destinati a convogliare il risparmio delle famiglie verso le imprese e dando vita ad un modello di capitalismo diffuso in contrapposizione al modello di capitalismo di relazione rappresentato da Mediobanca di Enrico Cuccia.
Di area cattolica e membro soprannumerario dal 1963 dell'Opus Dei, fu per diversi anni presidente della Fondazione Rui istituzione che sovraintende ai collegi universitari dell'Opera. 
Nel 1987 fondò l'Akros, dopo dissapori intervenuti l'anno precedente in Sige. La Akros divenne una delle principali merchant bank italiane con circa 160 azionisti, da Gianni Agnelli a Carlo De Benedetti, da Raul Gardini ad Arrigo Recordati, da Michele Ferrero alla Ras di Roberto Zanni sino alla Banca Popolare di Milano di Piero Schlesinger,
Agli inizi degli anni '90 presentò un piano per il salvataggio della Federconsorzi che attraverso i Consorzi agrari, era considerata uno degli strumenti maggiori dell'area democristiana. L'iniziativa, tuttavia, fu poi ripresa dal mondo delle "grandi banche", compresa la Banca di Roma, che pure faceva capo allo stesso schieramento, ma l'operazione fu effettuata in modo da escludere Roveraro e la sua Akros. In quegli anni collaborava con la Cirio di Sergio Cragnotti e fu artefice del collocamento in Borsa italiana della Parmalat di Calisto Tanzi, di cui fu anche consigliere d'amministrazione fino al 1992, quando il patron ne chiese e ottenne le dimissioni.
Nel 1997 fu costretto a cedere il controllo della banca dove ebbe ruoli sempre più marginali. Continuò a occuparsi dell'ambiente finanziario, senza tuttavia più avere l'importanza prima rivestita. Il 5 luglio 2006, tornando a casa da un incontro di formazione spirituale e di preghiera organizzato dall'Opus Dei per i suoi membri, venne rapito da tre malviventi che lo assassinarono per denaro: i tre furono successivamente arrestati. Il cadavere di Roveraro, fatto a pezzi, venne ritrovato vicino a Parma il 21 luglio 2006.

## Vita privata
Era sposato con Silvana Canepa e aveva tre figli.